# John Grant (comploteur)
Pour les articles homonymes, voir John Grant.
John Grant, né vers 1570 et mort le 30 janvier 1606, était un membre du groupe d'anglais catholiques qui ont planifié la Conspiration des poudres en 1605, un complot visant à assassiner le roi Jacques Ier d'Angleterre.